# العبودية في سوريا

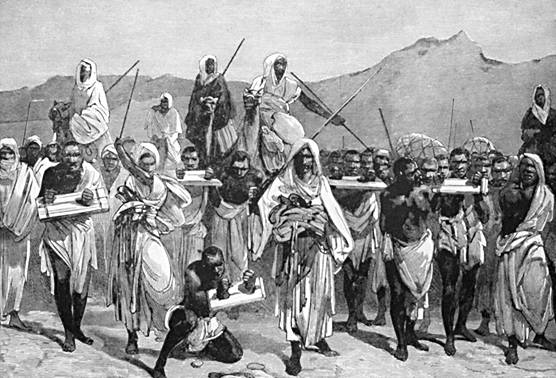
تجار الرقيق العرب.

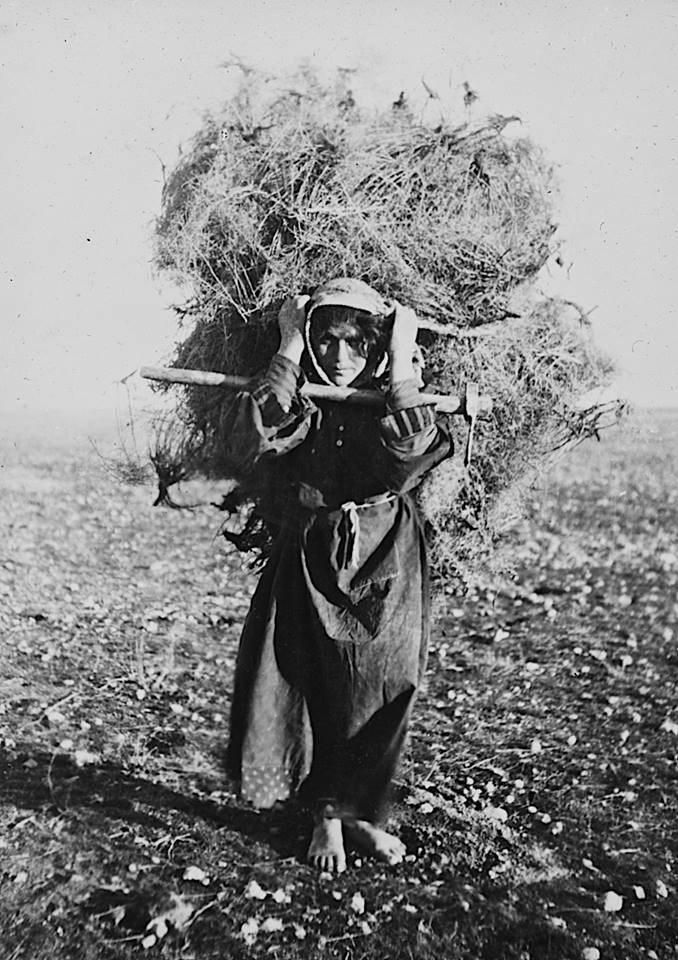
امرأة أرمنية تعيش في العبودية بعد الإبادة الجماعية وتتحمل الشوك كوقود لمنزلها.

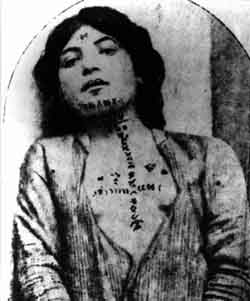
امرأة أرمنية معروضة للبيع بالمزاد، 1915.

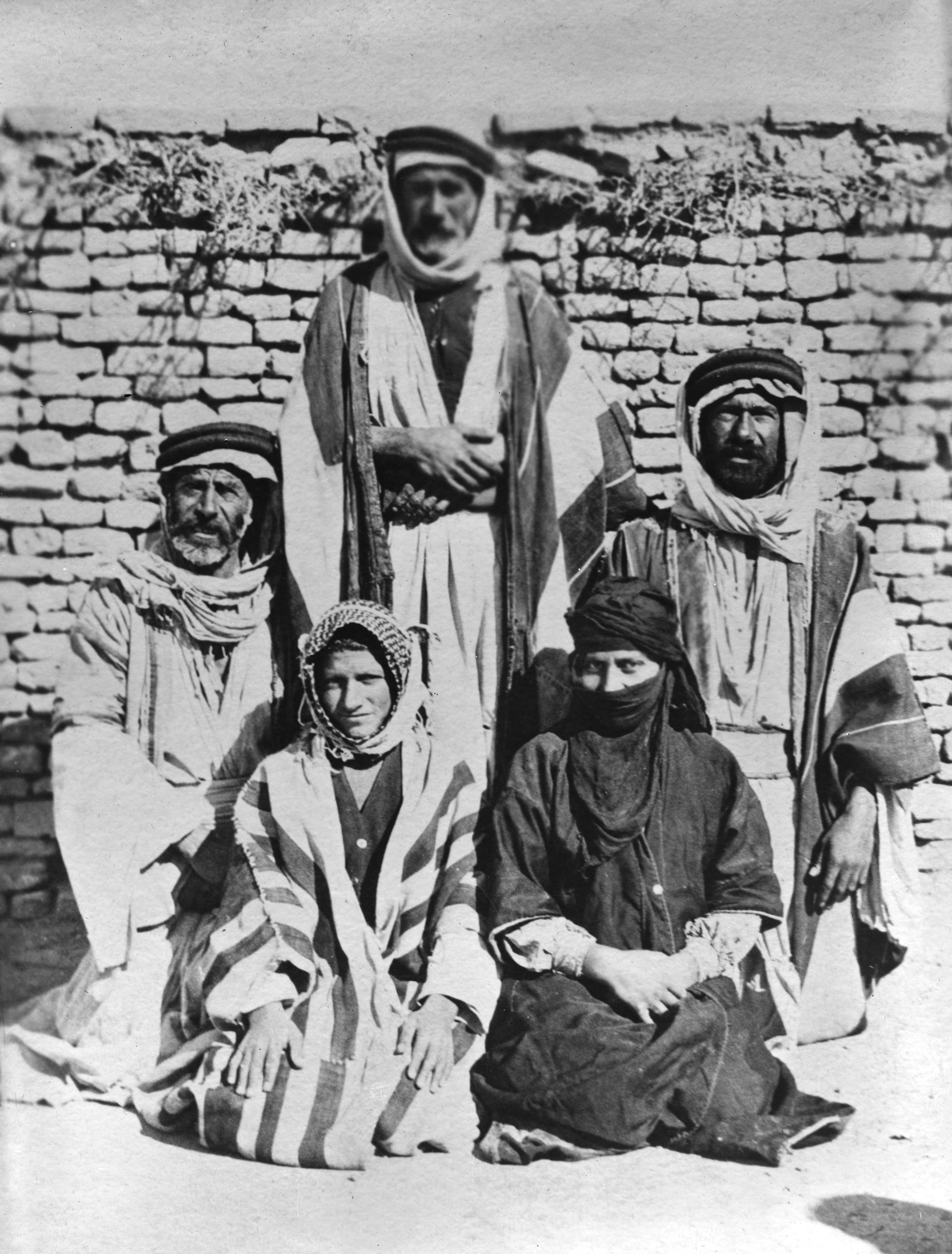
الأرمن المسلمون الذين تم "إنقاذهم من العرب" بعد الحرب.

كانت العبودية موجودة في أراضي الدولة الحديثة في سوريا حتى عشرينيات القرن العشرين.
كانت سوريا واحدة من وجهات تجارة الرقيق في البحر الأحمر وتجارة الرقيق في المحيط الهندي للأفارقة المستعبدين حتى أواخر القرن التاسع عشر. وخلال الإبادة الجماعية للأرمن في الفترة 1915-1923 استعبد المسلمون العديد من الأرمن في سوريا والعراق العثمانيين وتحرر العديد منهم عندما احتل البريطانيون هذه المناطق خلال الحرب العالمية الأولى. وألغت السلطات الاستعمارية الفرنسية العبودية رسميا في سوريا في عام 1931. وينحدر العديد من أعضاء الأقلية الأفرو-سورية من العبيد السابقين.
في القرن الحادي والعشرين مارس داعش العبودية مرة أخرى في المناطق الخاضعة لسيطرتهم في سوريا والعراق.

## الخلفية
كانت سوريا الحالية تاريخيا جزءا من العديد من الدول والثقافات المختلفة. وقد انعكست مؤسسة العبودية في منطقة العراق المتأخرة في مؤسسة العبودية في الخلافة الراشدة (632-661) والعبودية في الخلافة الأموية (661-750) والعبودية في الخلافة العباسية (750-1258) والعبودية في الخلافة الفاطمية والعبودية في سلطنة المماليك (1260-1516) وأخيرا العبودية في الإمبراطورية العثمانية.

## سوريا العثمانية (1516-1918)

### تجارة الرقيق
كانت سوريا تصدر وتستورد العبيد. وكان هناك تصدير للفتيات السوريات منذ قرون. التقى ابن بطوطة بفتاة سورية عربية دمشقية كانت عبدة لحاكم أفريقي أسود في مالي في القرن الرابع عشر. دخل ابن بطوطة في محادثة معها باللغة العربية. كان الرجل الأسود عالما في الإسلام وكان اسمه فاربا سليمان. تم تهريب الفتيات السوريات من سوريا إلى المملكة العربية السعودية قبل الحرب العالمية الثانية مباشرة وتزوجن لإحضارهن قانونيا عبر الحدود ولكن بعد ذلك تم تطليقهن وإعطائهن لرجال آخرين. اتهم الدكتور السوري مدحت والشيخ يوسف بالتورط في هذه التجارة بالفتيات السوريات لتزويد السعوديين بهن.
كان أحد طرق العبودية الرئيسية إلى سوريا العثمانية هو طريق العبيد الأفارقة الذين تم تهريبهم من تجارة الرقيق في البحر الأحمر إلى جدة وعن طريق القوافل عبر ممر الحج من مكة عبر الصحراء إلى سوق العبيد في دمشق في سوريا والتي كانت تستقبل حوالي 200 عبد سنويا.
كان سوق العبيد في دمشق يقام سنويا عند عودة الحجاج إلى ديارهم في دمشق من الحج وسوق العبيد في مكة. وصف أحد المسافرين الغربيين سوق العبيد في دمشق في سبعينيات القرن التاسع عشر بأنه أصغر من أسواق القسطنطينية والقاهرة ولكن على النقيض من ذلك كان يعقد علنا وليس مخفيا عن الأجانب وأنه شهد بيع النساء الأفريقيات والخصيان الصبيان كعبيد منزليين.
كان أحد طرق تجارة الرقيق إلى سوريا العثمانية هو تجارة الرقيق في المحيط الهندي عن طريق العراق العثماني.
في عام 1847 أفاد القنصل البريطاني في بغداد:
كانت سوريا العثمانية مقاطعة قريبة بما يكفي من القسطنطينية لتكون أكثر تأثرا بالسياسات الرسمية المناهضة للعبودية للحد من تجارة الرقيق التي بدأها النظام العثماني خلال عصر التنظيمات من العديد من المقاطعات الأخرى وبينما لم تنته تجارة الرقيق إلى سوريا فقد تباطأت خلال أواخر القرن التاسع عشر على الأقل وفقا للتقارير الرسمية.
بعد عدد من اللوائح ضد قوافل تجارة الرقيق من مكة من قبل الحاكم المحلي تم الإبلاغ رسميا عن وصول ستة عشر عبدا فقط إلى سوق الرقيق في دمشق في عام 1880.
أثناء الإبادة الجماعية للأرمن في الفترة من 1915 إلى 1923 استعبد المسلمون العديد من الأرمن وخاصة النساء والفتيات والفتيان دون سن الثانية عشرة في سوريا والعراق العثمانيين. طوال فترة الإبادة الجماعية منح الرجال رخصة مجانية للقيام بما يحلو لهم مع النساء الأرمنيات. تم عرض النساء والأطفال الأرمن عاريات في المزادات في دمشق حيث تم بيعهم كعبيد جنس. كان الاتجار بالنساء الأرمنيات كعبيد جنس مصدرا مهما للدخل للجنود المرافقين. في المناطق العربية تم بيع النساء الأرمنيات المستعبدات بأسعار منخفضة. أفاد القنصل الألماني في الموصل أن الحد الأقصى لسعر المرأة الأرمنية كان "5 قروش" (حوالي 20 بنسا إسترلينيا في ذلك الوقت).

#### الوظيفة والظروف
كانت العبيد الإناث يستخدمن في المقام الأول إما كخادمات منزليات أو محظيات (عبيد جنس) بينما كان العبيد الذكور يستخدمون في عدد من المهام.
كان العبيد في الإسلام موجهين بشكل أساسي إلى قطاع الخدمات - المحظيات والطباخات والحمالين والجنود - وكانت العبودية نفسها في المقام الأول شكلا من أشكال الاستهلاك وليس عاملا من عوامل الإنتاج. الدليل الأكثر وضوحا على ذلك موجود في نسبة الجنس بين العبيد الذين تم تداولهم في الإمبراطورية الإسلامية عبر القرون كان هناك ما يقرب من اثنتين من الإناث لكل ذكر. خارج العبودية الجنسية الصريحة كان لدى معظم العبيد الإناث وظائف منزلية. غالبا ما كان هذا يشمل أيضا العلاقات الجنسية مع أسيادهن - وهو دافع قانوني لشرائهم والأكثر شيوعا.
في سوريا العثمانية كان من الشائع أن يمتلك الأثرياء سواء من المسلمين أو المسيحيين أو اليهود نساء أفريقيات مستعبدات يستخدمن كخادمات منزليات. وفقا للقانون العثماني لم يسمح لغير المسلمين أو الذميين بامتلاك العبيد لكن هذا الحظر لم يكن مطبقا عادة وخاصة في سوريا ولبنان حيث كان عدد السكان المسيحيين واليهود كبيرا. في مايو 1842 شجع حاكم دمشق نجيب باشا المسلمين على مهاجمة المسيحيين واليهود لتحرير عبيدهم لأن الشريعة الإسلامية سمحت للمسلمين فقط بامتلاك العبيد. بناء على طلب القناصل الأوروبيين حررت المجتمعات المسيحية واليهودية عبيدها لتجنب الهجوم العنيف من المسلمين. ومع ذلك لم يؤثر هذا التحرير الجزئي على الأشخاص المستعبدين من قبل المسلمين.
في سبعينيات القرن التاسع عشر ورد أنه كان هناك حوالي 5000 عبد أفريقي (نساء أو فتيان) في دمشق وحدها غالبيتهم من النساء وحوالي 100 عبدة شركسية يتم استيرادها كل عام.

## النشاط ضد تجارة الرقيق
حرر البريطانيون العديد من الأرمن المستعبدين عندما احتلوا سوريا والعراق العثمانيين أثناء الحرب العالمية الأولى. وعندما غزا البريطانيون حلب ودير الزور وقيليقية في عام 1918 تم تحرير العديد من الأرمن المستعبدين أو شراؤهم أحرارا أو تسليمهم طواعية إلى البريطانيين.
بعد الهدنة أمرت الحكومة العثمانية في القسطنطينية الحكام المحليين في الإمبراطورية العثمانية بتوطين النساء والأطفال المسيحيين (المستعبدين) وتسليمهم للهيئات المسيحية. كانت سوريا يحكمها بحكم الأمر الواقع الملك فيصل الأول ملك سوريا الذي كان حليفا لبريطانيا وأمر جميع العرب بإعادة النساء والأطفال المسيحيين (المستعبدين) إلى "شعبهم".
نظم الأرمن المصريون فرقا لاستعادة الأرمن المستعبدين من البدو في سوريا وبلاد ما بين النهرين (العراق) وأحد هؤلاء بقيادة روبن هيريان أفاد أنهم حرروا 533 امرأة وطفلا مستعبدا بين يونيو وأغسطس 1919.
عملت العديد من الجهات الفاعلة من بينها عصبة الأمم وأصدقاء أرمينيا البريطانيون وجمعية الإغاثة الأرمنية السورية وكارين جيبي على ضمان تحرير الأرمن المستعبدين وبعضهم نشط حتى أواخر الثلاثينيات. في تقريرها إلى عصبة الأمم في جنيف في مايو 1927 ذكرت كارين جيبي أنه تم تحرير 1600 أرمني مستعبد من العبودية في فترة خمس سنوات وفي المقام الأول من سوريا ومع ذلك ظل آلاف الأرمن في العبودية.

### الإلغاء
في عام 1923 تحولت سوريا العثمانية السابقة إلى انتداب على سوريا ولبنان تحت الحكم الاستعماري الفرنسي. في 20 يوليو 1931 صادقت فرنسا على اتفاقية العبودية لعام 1926 نيابة عن كل من سوريا ولبنان والتي تم تنفيذها في 25 يونيو 1931. في عام 1956 صادقت سوريا على اتفاقية العبودية لعام 1926 للمرة الثانية هذه المرة كدولة مستقلة.
العديد من أعضاء الأقلية الأفرو-سورية هم من نسل العبيد السابقين.

## القرن الحادي والعشرين
لإحياء العبودية في الأراضي التي احتلها داعش في القرن الحادي والعشرين انظر العبودية في الجهادية في القرن الحادي والعشرين وإبادة الإيزيديين على يد تنظيم الدولة الإسلامية.